# أسولا (إيطاليا)
أسولا (إيطاليا) هي بلدية في مقاطعة مانتوا، لومباردي شمالي إيطاليا. حيث نالت على اللقب الفخري للمدينة بمرسوم رئاسي في 23 أكتوبر 1951.
في عام 1516 ، عندما كانت تابعة لجمهورية البندقية ، حوصرت دون جدوى من قبل قوات ماكسيميليان الأول النمساوية، تم تصوير الحدث في لوحة تينتوريتو ، حصار أسولا.

## المدن التوأم
- لينجارتن, ألمانيا منذ عام 2004
- ليزيني, فرنسا، منذ عام 2004